# Słowaccy arcymistrzowie szachowi
Lista słowackich szachistów, posiadających tytuły arcymistrzów (GM) i arcymistrzyń (WGM), zarówno w grze klasycznej, korespondencyjnej, kompozycji szachowej, jak i w rozwiązywaniu zadań szachowych oraz tytuły arcymistrzów honorowych (HGM), przyznawanych za osiągnięcia w przeszłości. Obejmuje także zawodników, którzy barwy Słowacji reprezentowali tylko w pewnym okresie swojego życia.

## Szachy klasyczne

### arcymistrzowie
| Zawodnicy              | Rok urodzenia | Rok śmierci | Rok nadania | Uwagi                                               |
| ---------------------- | ------------- | ----------- | ----------- | --------------------------------------------------- |
| Ľubomír Ftáčnik        | 1957          |             | 1980        |                                                     |
| Tomáš Likavský         | 1971          |             | 2005        |                                                     |
| Mikuláš Maník          | 1975          |             | 2006        |                                                     |
| Ján Markoš             | 1985          |             | 2007        |                                                     |
| Peter Michalík         | 1990          |             | 2011        |                                                     |
| Siergiej Mowsesjan     | 1978          |             | 1997        | wcześniej Gruzja, Armenia i Czechy, obecnie Armenia |
| Martin Mrva            | 1971          |             | 2005        |                                                     |
| Tomáš Petrík           | 1980          |             | 2008        |                                                     |
| Ján Plachetka          | 1945          |             | 1978        |                                                     |
| Igor Stohl             | 1964          |             | 1992        |                                                     |
| Giennadij Timoszczenko | 1949          |             | 1980        | wcześniej ZSRR i Rosja                              |

### arcymistrzynie
| Zawodniczki      | Rok urodzenia | Rok śmierci | Rok nadania | Uwagi                                             |
| ---------------- | ------------- | ----------- | ----------- | ------------------------------------------------- |
| Zuzana Borošová  | 1988          |             | 2011        |                                                   |
| Julia Koczetkowa | 1981          |             | 2006        | pochodzenie rosyjskie                             |
| Regina Pokorná   | 1982          |             | 2000        |                                                   |
| Eva Repková      | 1975          |             | 1995        | również Liban (1997–2001), +mistrz międzynarodowy |
| Zuzana Stočková  | 1977          |             | 1998        | +mistrz międzynarodowy                            |

## Szachy korespondencyjne

### arcymistrzowie
| Zawodnicy      | Rok urodzenia | Rok śmierci | Rok nadania | Uwagi                  |
| -------------- | ------------- | ----------- | ----------- | ---------------------- |
| Jozef Franzen  | 1946          |             | 1984        | +mistrz międzynarodowy |
| Alois Lanc     | 1948          |             | 1995        | +mistrz międzynarodowy |
| Peter Marczell | ?             |             | 2006        |                        |
| Pavol Veselý   | 1948          |             | 2004        |                        |

## Rozwiązywanie zadań

### arcymistrzowie
| Zawodnicy      | Rok urodzenia | Rok śmierci | Rok nadania | Uwagi                  |
| -------------- | ------------- | ----------- | ----------- | ---------------------- |
| Ladislav Salai | 1961          |             | 2011        | +mistrz międzynarodowy |